# Walerij Sinielnikow
Walerij Sinielnikow (ur. 21 listopada 1966 roku w Lalici).

## Życiorys
Urodził się w Lalici, małej wiosce na wschodzie byłego ZSRR. W 1992 roku ukończył Krymski Uniwersytet Medyczny, a po dwóch latach zdobył specjalizację lekarza internisty jednocześnie zajmując się homeopatią. W 1995 roku uzyskał tytuł lekarza psychoterapeuty. Jest twórcą metod psychologicznych opartych na hipnozie. 
Walerij Sinielnikow mieszka na Krymie, gdzie prowadzi własny instytut popularyzujący autorskie metody psychologiczne.

## Twórczość
W 1996 roku wydał na Ukrainie swoją pierwszą książkę „Pokochaj swoją chorobę”. W kolejnych latach ukazały się w języku rosyjskim następujące pozycje: „Siła zamiaru”, „Szczepionka na stres”, „Droga ku bogactwu”, „Jak nauczyć się kochać siebie”, „Tajemnicza siła słowa. Formuła miłości”.
W Polsce, nakładem wydawnictwa Media i Rynek ukazała się książka Walerija Sinielnikowa „Tajemnice podświadomości. Pokochaj swoją chorobę”.

## Dzieła
- Tajemnice podświadomości
- Pokochaj swoją chorobę (1996)
- Siła zamiaru
- Szczepionka na stres
- Droga ku bogactwu
- Jak nauczyć się kochać siebie
- Tajemnicza siła słowa. Formuła miłości